# Losail International Circuit

Bankarta.

Losail International Circuit är en racerbana utanför Doha, Qatar. Från och med 2021 kommer Losail Circuit att vara värd för Qatars Grand Prix under tio år.

## Banbeskrivning
Banan öppnades 2004 och är 5 380 meter lång. VM-deltävlingar i MotoGP och Superbike hålls här årligen. Losail är känd för sina nyckfulla greppförhållanden, då sand från kringliggande öken ibland blåser in på banan trots att man har ytor med konstgräs kring banan för att förhindra detta.

## Externa länkar

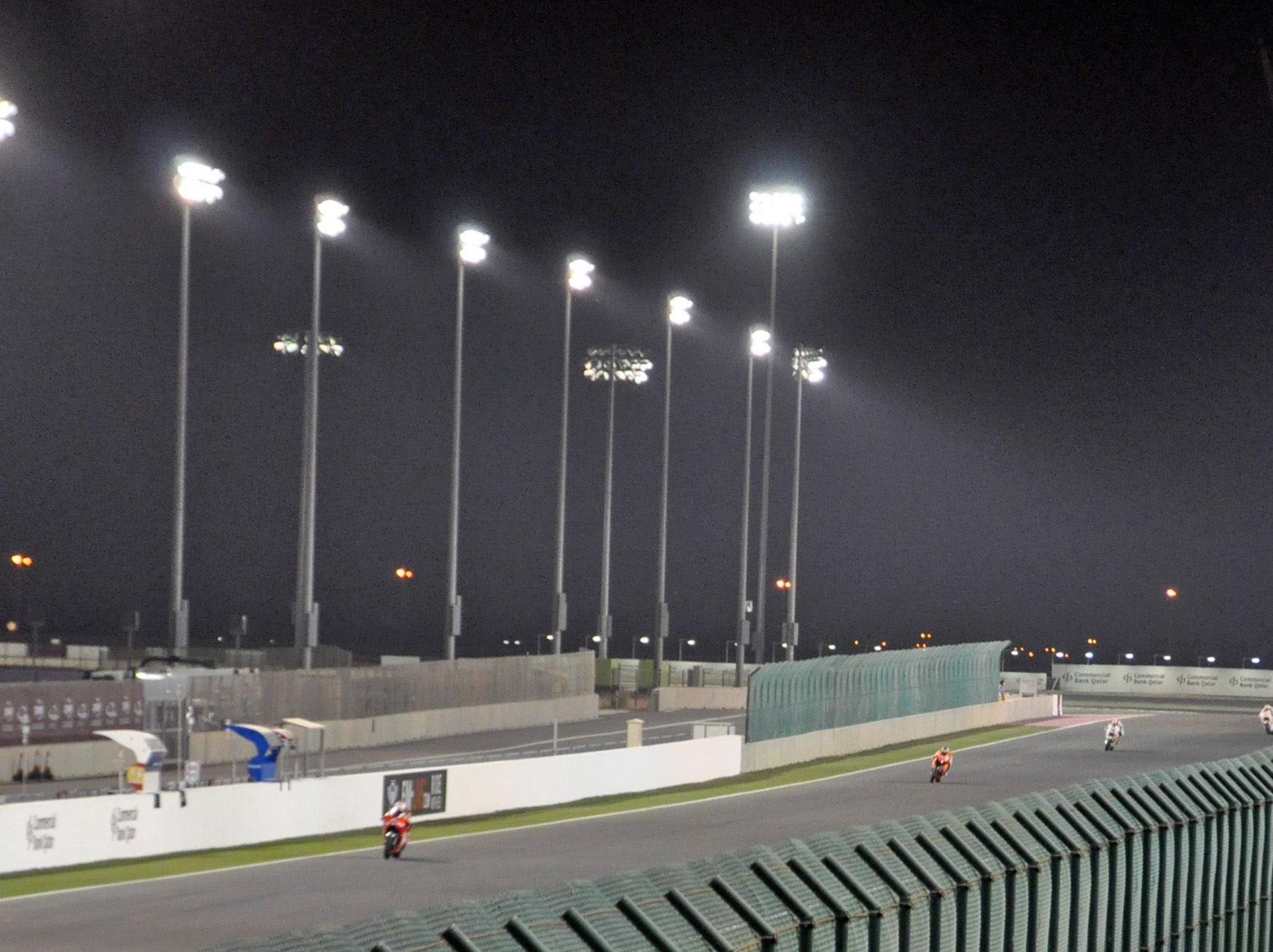
MotoGP på Losail International Circuit 2010.